# جوني ريب (تجسيد)

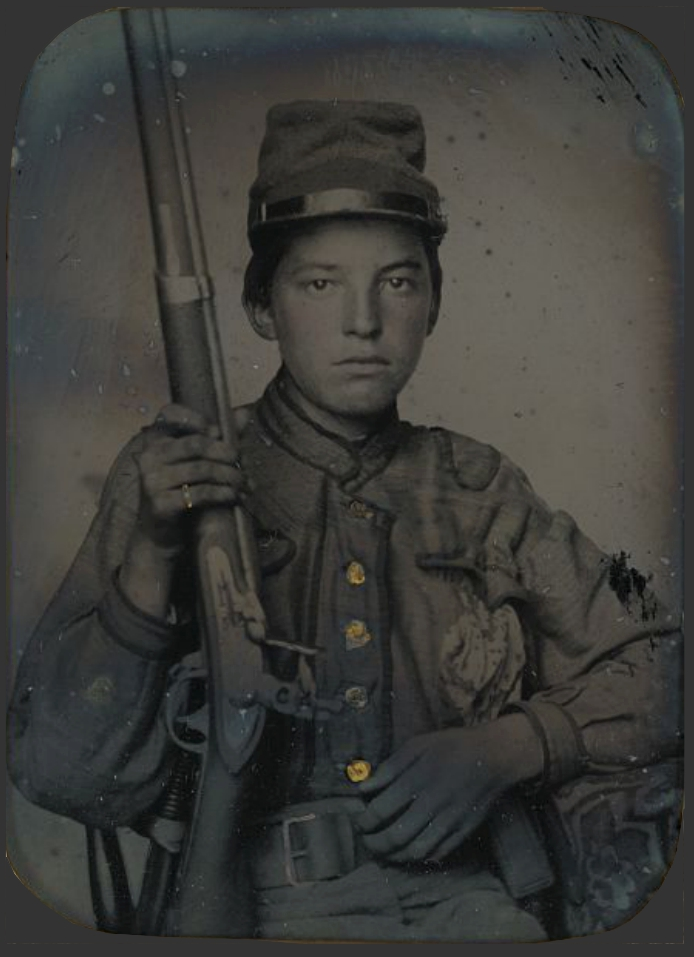
جوني ريب

جوني ريب أو جوني الثائر هو تجسيد وطني لجنوب الولايات المتحدة، أو بشكل أقل عمومية الولايات الكونفدرالية الأمريكية أثناء الحرب الأهلية الأمريكية.